# USS Stingray (SS-186)
USS Stingray (SS-186) là một  tàu ngầm lớp Salmon được Hải quân Hoa Kỳ chế tạo vào nữa sau thập niên 1930. Nó là chiếc tàu ngầm thứ hai của Hải quân Hoa Kỳ được đặt cái tên này, theo tên loài cá đuối ó. Nó đã phục vụ trong suốt Chiến tranh Thế giới thứ hai, thực hiện tổng cộng mười sáu chuyến tuần tra, nhiều nhất trong số tàu ngầm Hoa Kỳ hoạt động trong Thế Chiến II, và đánh chìm bốn tàu Nhật Bản với tổng tải trọng 18.558 tấn. Con tàu được rút về làm nhiệm vụ huấn luyện từ đầu năm 1945, rồi ngừng hoạt động sau khi xung đột chấm dứt và cuối cùng bị bán để tháo dỡ vào năm 1947. Stingray được tặng thưởng mười hai Ngôi sao Chiến trận do thành tích phục vụ trong Thế Chiến II.

## Thiết kế và chế tạo
Thiết kế của lớp Salmon được cải tiến dựa trên lớp Porpoise Kiểu P-5 dẫn trước, là thế hệ tàu ngầm đầu tiên đạt được tốc độ 21 hải lý trên giờ (39 km/h) với một hệ thống động lực tin cậy, cho phép chúng hoạt động phối hợp với các thiết giáp hạm tiêu chuẩn trong đội hình hạm đội. Ngoài ra, tầm hoạt động 11.000 hải lý (20.000 km) mà không cần tiếp thêm nhiên liệu cho phép chúng tuần tra đến tận vùng biển nhà Nhật Bản. Hệ thống động lực "tổng hợp" bao gồm bốn động cơ diesel, gồm hai chiếc vận hành trực tiếp trục chân vịt và hai chiếc để chạy máy phát điện dùng cho nạp ắc quy hay tăng tốc trên mặt nước.  Lườn tàu có cấu trúc vỏ kép một phần với hai đầu là vỏ đơn, vốn là một phiên bản hoàn thiện hơn của chiếc USS Dolphin (SS-169) và áp dụng thành công trên lớp Porpoise Kiển P-3 và P-5, kỹ thuật hàn đã được các xưởng tàu áp dụng rộng rãi cho toàn bộ cấu trúc con tàu.
Stingray có chiều dài 308 foot (94 m), với trọng lượng choán nước khi nổi là 1.435 tấn Anh (1.458 t) và khi lặn là 2.198 tấn Anh (2.233 t). Nó được trang bị động cơ General Motors Kiểu 16-248 V16, công suất 1.535 hp (1.145 kW) mỗi chiếc. Vũ khí trang bị chính được tăng lên tám ống phóng ngư lôi 21 in (530 mm), gồm bốn ống trước mũi và bốn ống phía đuôi, và được bổ sung máy tính dữ liệu ngư lôi để chúng hiệu quả hơn. Con tàu còn có một hải pháo 3 inch/50 caliber trên boong tàu và bốn súng máy M1919 Browning .30-caliber (7,62 mm).
Stingray được đặt lườn tại Xưởng hải quân Portsmouth ở Kittery Maine vào ngày 1 tháng 10, 1936. Nó được hạ thủy vào ngày 6 tháng 10, 1937, được đỡ đầu bởi bà Olive G. McLean, vợ góa Chuẩn đô đốc Ridley McLean, và được cho nhập biên chế cùng Hải quân Hoa Kỳ vào ngày 15 tháng 3, 1938 dưới quyền chỉ huy của Hạm trưởng, Đại úy Hải quân L. N. Blair.

## Lịch sử hoạt động

### 1938 - 1941
Sau khi hoàn tất việc chạy thử máy huấn luyện tại các vùng biển New England và biển Caribe, Stingray quay trở về Xưởng hải quân Portsmouth để sửa chữa chữa sau chạy thử máy, rồi lên đường vào ngày 14 tháng 1, 1939 cho một chuyến đi thực tập tại vùng biển Caribe. Nó ghé đến Căn cứ Tàu ngầm Hải quân New London tại New London, Connecticut vào ngày 20 tháng 4, rồi băng qua kênh đào Panama và đi đến San Diego, California vào ngày 11 tháng 5. Nó gia nhập Hải đội Tàu ngầm 6 và hoạt động dọc theo vùng bờ Tây cho đến ngày 1 tháng 4, 1940, khi nó lên đường hướng sang vùng biển quần đảo Hawaii để huấn luyện thực hành. Con tàu trải qua một đợt đại tu tạiXưởng hải quân Mare Island ở Vallejo, California, và sau khi hoàn tất đã quay trở lại để tiếp tục hoạt động tại khu vực Hawaii. Nó được điều động sang tăng cường cho Lực lượng Tàu ngầm trực thuộc Hạm đội Á Châu, đi đến Cavite, Philippines vào ngày 23 tháng 10, 1941.

#### Chuyến tuần tra thứ nhất
Stingray đang hiện diện tại Manila khi Hải quân Đế Quốc Nhật Bản bất ngờ tấn công căn cứ Trân Châu Cảng vào ngày 7 tháng 12 khiến chiến tranh bùng nổ tại Mặt trận Thái Bình Dương. Nó lập tức lên đường cho chuyến tuần tra đầu tiên trong chiến tranh, và đang tuần tra trong vịnh Lingayen khi phía Nhật Bản bắt đầu đổ bộ lên khu vực. Những khiếm khuyết về vật chất khiến chiếc tàu ngầm không thể tấn công, và nó kết thúc chuyến tuần tra khi quay trở về Manila vào ngày 24 tháng 12 để được sửa chữa.

### 1942

#### Chuyến tuần tra thứ hai
Lên đường vào ngày 30 tháng 12, 1941, Stingray thực hiện chuyến tuần tra thứ hai trong khu vực biển Đông. Ngoài khơi cảng Samah vào ngày 10 tháng 1, 1942, nó đã phóng ngư lôi đánh chìm tàu vận chuyển Harbin Maru (5.167 tấn) ngoài khơi bờ biển đảo Hải Nam, tại tọa độ 17°40′B 109°20′Đ / 17,667°B 109,333°Đ. Sau đó nó chuyển sang tuần tra trong vịnh Davao cho đến ngày 8 tháng 2, nhưng không bắt gặp mục tiêu nào phù hợp, nên ghé về căn cứ Soerabaja trên đảo Java vào ngày 12 tháng 2. Khi Nhật Bản bao vây Đông Ấn thuộc Hà Lan từ nhiều hướng, nó buộc phải rút lui về căn cứ Fremantle, Australia, đến nơi vào ngày 3 tháng 3.

#### Chuyến tuần tra thứ ba
Trong chuyến tuần tra thử ba từ ngày 16 tháng 3 đến ngày 2 tháng 5 tại các vùng biển Celebes và Java, Stingray chỉ bắt gặp mục tiêu duy nhất là một tàu khu trục Nhật Bản đang di chuyển ngoài khơi Makassar Celebes. Chiếc tàu ngầm đã tấn công với một loạt ba quả ngư lôi, nhưng tất cả đều bị trượt.

#### Chuyến tuần tra thứ tư
Khởi hành từ Fremantle vào ngày 27 tháng 5 cho chuyến tuần tra thứ tư, Stingray băng qua vịnh Davao để hướng đến Guam. Vào xế trưa ngày 28 tháng 6, nó phát hiện một đoàn hai tàu buôn được một tàu hộ tống bảo vệ, nên bắt đầu tiếp cận, rồi phóng một loạt bốn quả nhắm vào mục tiêu lớn nhất, khiến chiếc pháo hạm cải biến Saikyo Maru (1292 GRT) nổ tung và đắm ở vị trí khoảng 190 hải lý (350 km) về phía Bắc đảo Yap thuộc quần đảo Caroline, tại tọa độ 12°41′B 136°22′Đ / 12,683°B 136,367°Đ. Nó tiếp tục tuần tra tại khu vực Guam cho đến ngày 15 tháng 7, khi nó quay trở về Trân Châu Cảng để được đại tu. Trong trong đợt này, chiếc tàu ngầm ở được bổ sung hai ống phóng bên ngoài phía mũi tàu bên dưới mức sàn tàu.

#### Chuyến tuần tra thứ năm
Trong chuyến tuần tra thứ năm tại khu vực quần đảo Solomon, vào ngày 21 tháng 12, Stingray đã phóng ngư lôi tấn công và gây hư hại cho chiếc tàu chở thủy phi cơ Sanyo Maru ngoài khơi đảo Shortland.

### 1943

#### Chuyến tuần tra thứ sáu và thứ bảy
Stingray đã thực hiện chuyến tuần tra thứ sáu tại khu vực quần đảo Marshall nhưng không có kết quả. Sang chuyến tuần tra tiếp theo, nó tiến hành rải thủy lôi trong biển Hoa Đông ngoài khơi Ôn Châu, Trung Quốc, và vào ngày 2 tháng 5 đã phóng ngư lôi đánh chìm tàu vận chuyển Tamon Maru (8.156 tấn) ngoài khơi Ôn Châu, tại tọa độ 27°18′B 121°38′Đ / 27,3°B 121,633°Đ.

#### Chuyến tuần tra thứ tám
Xuất phát từ Trân Châu Cảng vào ngày 12 tháng 6 cho chuyến tuần tra thứ tám tại khu vực quần đảo Caroline, Stingray chỉ bắt gặp một đoàn tàu vận tải đang di chuyển nhanh lên hướng Bắc, và nó đã không thể tiếp cận đối thủ. Nó kết thúc chuyến tuần tra khi quay trở về Brisbane, Australia vào ngày 31 tháng 7.

#### Chuyến tuần tra thứ chín
Trong chuyến tuần tra thử ba chín ngày 23 tháng 8 đến ngày 10 tháng 10, Stingray khởi hành từ Brisbane để hướng sang Trân Châu Cảng. Nó bị hư hại nhẹ bởi bốn quả bom ném suýt trúng trong một vụ bị không kích kích nhầm, buộc nó phải trồi lên mặt nước và tiến hành sửa chữa. Sau đó nó tuần tra tại khu vực quần đảo Admiralty mà không bắt gặp mục tiêu nào. Khi về đến Trân Châu Cảng, nó tiếp tục quay về vùng bờ Tây để được đại tu tại Xưởng hải quân Mare Island.

### 1944

#### Chuyến tuần tra thứ mười
Sau khi hoàn tất công việc trong xưởng tàu và quay trở lại Trân Châu Cảng, Stingray lên đường vào ngày 10 tháng 3, 1944 cho chuyến tuần tra thứ mười tại khu vực quần đảo Mariana. Bắt gặp một đoàn hai tàu buôn đối phương vào ngày 30 tháng 3, nó luồn qua hàng rào ba tàu hộ tống để đi đến vị trí thuận lợi, và lần lượt phóng hai loạt với tám quả ngư lôi tấn công chiếc dẫn đầu, đánh chìm được tàu vận chuyển Ikushima Maru (3.943 tấn) ở vị trí khoảng 3.500 nmi (6.500 km) về phía Tây Bắc Saipan, tại tọa độ 20°43′B 143°04′Đ / 20,717°B 143,067°Đ. Đang khi tuần tra phía Bắc khu vực Mariana vào xế trưa ngày 8 tháng 4, lúc đang đi ngầm ở độ sâu 52 foot (16 m), chiếc tàu ngấm bị đội lên khoảng 3–4 foot (0,91–1,22 m) bởi một vật thể ngầm không xác định, nhưng sonar không phát hiện được gì bất thường. Đến sáng sớm ngày 13 tháng 4, lúc đang đi trên mặt nước, nó né tránh được hai quả ngư lôi, nhưng không tìm thấy tàu ngầm đối phương đã phóng chúng. Con tàu quay trở về Trân Châu Cảng vào ngày 22 tháng 4.

#### Chuyến tuần tra thứ mười một
Stingray dành chuyến tuần tra thứ mười một cho nhiệm vụ tìm kiếm và giải cứu hỗ trợ các chiến dịch không kích xuống Guam thuộc quần đảo Mariana. Vào ngày 11 tháng 6, nó giải cứu một phi công hải quân, và sang ngày hôm sau lại cứu vớt thêm hai phi công nữa. Đến ngày 13 tháng 6, khi một phi công bị bắn rơi chỉ cách bờ biển 500 thước Anh (460 m), nó đã bốn lần tìm cách tiếp cận trong khi bị đạn pháo đối phương bắn vây quanh, cho đến khi viên phi công bám được vào kính tiềm vọng và rút lui ra khu vực an toàn. Nó kếtthúc chuyến tuần tra khi quay trở về Majuro thuộc quần đảo Marshall vào ngày 10 tháng 7.

#### Chuyến tuần tra thứ mười hai
Trong chuyến tuần tra thứ mười hai, Stingray thực hiện một nhiệm vụ đặc biệt khi cho đổ bộ 15 sĩ quan và binh lính người Philippines cùng sáu tấn hàng tiếp liệu lên bờ biển Đông Bắc đảo Luzon. Trên đường quay trở về Darwin, Australia, vào ngày 18 tháng 8, nó cứu vớt và bắt làm tù binh chiến tranh bốn thủy thủ Nhật Bản trên một bè cao su từ tàu tuần dương hạng nhẹ Natori, vốn đã bị tàu ngầm Hardhead (SS-365) đánh chìm vào sáng sớm ngày hôm đó. Nó về đến Darwin vào ngày 7 tháng 9.

#### Chuyến tuần tra thứ mười ba, mười bốn và mười lăm
Lên đường chỉ ba ngày sau đó cho chuyến tuần tra thứ mười ba, từ ngày 10 đến ngày 19 tháng 9, Stingray hoạt động trinh sát hình ảnh để tìm kiếm những bãi đổ bộ thích hợp cho các chiến dịch trong tương lai. Trong hai chuyến tuần tra tiếp theo, chiếc tàu ngầm làm nhiệm vụ đặc biệt tại khu vực quần đảo Philippines.

### 1945

#### Chuyến tuần tra thứ mười sáu
Stingray lên đường vào ngày 11 tháng 1, 1945 cho chuyến tuần tra thứ mười sáu, cũng là chuyến cuối cùng trong chiến tranh. Nó thực hiện các nhiệm vụ đặc biệt khi cho đổ bộ lần lượt lên bốn địa điểm trên đảo Celebes, Đông Ấn thuộc Hà Lan. Sau khi quay trở về Fremantle, Australia vào ngày 23 tháng 2, nó được lệnh quay trở về Hoa Kỳ, về đến New London, Connecticut vào ngày 29 tháng 4, nơi nó phục vụ như tàu huấn luyện cho đến khi chiến tranh kết thúc.
Stingray được cho xuất biên chế tại Xưởng hải quân Philadelphia vào ngày 17 tháng 10, 1945, Tên nó được cho rút khỏi danh sách Đăng bạ Hải quân vào ngày 3 tháng 7, 1946, và con tàu bị bán để tháo dỡ vào ngày 6 tháng 1, 1947.
Hai động cơ General Motors Kiểu 248 V16 1.600 mã lực của Stingray khi tháo dỡ đã được chuyển cho Bảo tàng USS Cod tại Cleveland, Ohio. Hai động cơ diesel này nguyên được chế tạo bởi Xưởng Diesel Cleveland của General Motors tại Cleveland, Ohio. Chúng được sử dụng làm nguồn phụ tùng để phục hồi cho động cơ của chiếc Cod.

## Phần thưởng
Stingray được tặng thưởng mười hai Ngôi sao Chiến trận do thành tích phục vụ trong Thế Chiến II. Nó được ghi công đã đánh chìm bốn tàu Nhật Bản với tổng tải trọng 18.558 tấn.
|  |                                                       |  |
|  | Silver star · Silver star · Bronze star · Bronze star |  |

| Dãi băng Hoạt động Tác chiến  |                                                                          |                                      |
| Huân chương Chiến dịch Hoa Kỳ | Huân chương Chiến dịch Châu Á-Thái Bình Dương với 12 Ngôi sao Chiến trận | Huân chương Chiến thắng Thế Chiến II |